# Énergie industrielle
Énergie industrielle, fondée en 1906 par Pierre-Marie Durand, était selon les sources, le premier ou le second groupe privé de distribution l'électricité de l'entre-deux-guerres en France.

## Histoire
Le fondateur en 1906 est Pierre-Marie Durand, ancien avoué lyonnais, décédé en 1951. Son implantation géographique originelle repose sur trois sites : La Bourboule en Auvergne, Saint-Symphorien-sur-Coise dans le Rhône et Le Bourg-d'Oisans sur la Romanche.

### Les grands barrages hydroélectriques
Le groupe s'est équipé d'une filiale de construction, sa compagnie de travaux publics, appelée l'Entreprise industrielle. Il reprend le marché de la construction du barrage de Guerlédan en Bretagne en 1925 puis, en partenariat avec l'Union d'électricité d'Ernest Mercier, crée la Société des forces motrices du Cantal pour construire l'usine électrique du barrage de Saint-Étienne-Cantalès, qui sera construit de 1940 à 1945 sur une hauteur de 69 mètres, pour donner naissance au plus grand lac artificiel d’Auvergne.
Il se lance aussi dans le barrage de Jons en 1931. Cette opération fut précédée d'un raid boursier, par étapes, à la fin des années 1920. En août 1930, l'Énergie industrielle a acheté à la Compagnie d'électricité de l'Est un paquet de 12 000 actions de la Société lyonnaise des forces motrices du Rhône (SLFMR), fondée en 1892 pour le canal de Jonage, ce qui lui a permis de s'emparer de cette société. Créatrice en 1899 de la centrale hydroélectrique de Cusset, dont les 16 turbines produisent autant d'électricité que les 136 centrales en activité en France, la Société lyonnaise des forces motrices du Rhône (SLFMR) avait aussi en projet le futur barrage de Tignes.

### La pyramide financière
Le groupe a en 40 ans d'existence absorbé 61 compagnies. Cette concentration reposa dans les années 1920 sur une logique technologique, liée à la nécessité de rationaliser, d'homogénéiser et d'interconnecter les réseaux, mais aussi sur une logique financière.
Le financement de la croissance fut assuré, à partir de 1908, par des émissions d'obligations ou de bons et, à partir de 1917 par des augmentations de capital. Lors de la fondation de la société en 1906, Pierre-Marie Durand possédait 70 % des 3 millions de francs du capital. Jusqu'en 1924, il achète au moins la moitié des actions à chaque augmentation de capital.
Sans autre investissement financier personnel, il joue ensuite sur un système de participations croisées entre l'Énergie industrielle et ses filiales. Lors de l'assemblée générale de 1924, 10 % des 50 millions de francs du capital de l'Énergie industrielle sont détenus par trois filiales : l'Énergie électrique de la Côte-d'Or, l'Omnium français d'électricité et la Culture industrielle. Des actionnaires individuels achètent moins de 10 titres de 100 francs.
De 1925 à 1927, la société, confrontée à l'hostilité des milieux financiers parisiens, se tourne vers les actionnaires individuels : lors des quatre augmentations de capital effectuées sur cette période, ils furent 4027 à se partager 126496 actions nouvelles, soit 12,7 millions de francs levés en Bourse. Les banques formaient pour chaque souscription des syndicats de cinq ou six établissements, investissaient en leur nom et plaçaient ensuite les titres dans leur clientèle. Au total, les particuliers détiennent 43,4 % du capital. Et 44 % d'entre eux ont acheté moins de 10 titres de 100 francs.
La société recourt aussi beaucoup au système de l'offre publique d'échange, permettant d'acheter une société sans verser un centime, par l'échange des titres de la société convoitée. Par ce biais, le capital de l'Énergie industrielle augmente de 36,2 millions de francs, de 1926 à 1933. En 1932, Pierre-Marie Durand incite ses directeurs d'exploitation à acquérir des actions de l'Énergie industrielle, via une holding, la Participation industrielle, dont les 25 millions de francs de capital sont réservés au personnel.
Mais si les augmentations de capital assurèrent de manière majoritaire la croissance de la société jusqu'en 1927, après, ce furent des emprunts obligataires, grâce à la baisse des taux d'intérêt.

### L'effort d'interconnexion et de coordination
Groupe essentiellement hydroélectrique à l'origine, rationalisé et concentré, l'Énergie industrielle a entrepris de se diriger vers des coopérations avec les thermiciens, pour participer à l'effort d'interconnexions électriques qui caractérisa la France des années 1930.  L'Énergie industrielle est alors la seule société productrice à se doter d'une filiale spécialisée dans l'interconnexion et le transport à l'échelon national, la Sitel (Société industrielle de transport d'énergie électrique).
Les administrateurs siègent dans plus de dix compagnies, appelées « les fleurons du groupe », qui représentant un capital cumulé de près de 2 milliards de francs. À partir du noyau s'organise un second cercle de sociétés, dans lesquelles ces dix sociétés sont elles-mêmes administrateurs. Résultat, le groupe  dispose d'un capital de 500 millions en 1944 et détient un portefeuille évalué à environ 1,3 milliard de francs.
La croissance de l'Énergie industrielle n'était alors pas terminée et l'encerclement des zones non contrôlées seulement esquissé. L'État réglemente alors de plus en plus le secteur de l'électricité, notamment en matière de tarif et se montre généreux en aidant à financer le réseau à très haute tension ainsi et la construction des usines, par le plan dit « des 3 milliards » en 1938. Le groupe, qui était en avance sur son temps dans le domaine de la protection sociale, a donné naissance, avec d'autres, à Électricité de France en 1945. L’EI conserve alors le nom de « l'entreprise industrielle » pour sa branche construction, qui reste indépendante et se voit confier une grande partie de la réalisation des barrages et centrales hydroélectriques à travers la France, comme en 1952 la construction du barrage de Tignes, dont il avait préparé l'ingénierie.